# Amblyseius crowleyi
Amblyseius crowleyi är en spindeldjursart som beskrevs av Congdon 2002. Amblyseius crowleyi ingår i släktet Amblyseius och familjen Phytoseiidae. Inga underarter finns listade i Catalogue of Life.